# Space 1992: Rise of the Chaos Wizards
Space 1992: Rise of the Chaos Wizards es el segundo álbum de la banda Suizo/Escocés de power metal épico, Gloryhammer. Fue publicado en Europa el 25 de septiembre de 2015.

## Lista de canciones
Toda la música y letras por Gloryhammer.
| Standard Edition |                                                           |          |  |
| N.º              | Título                                                    | Duración |  |
| 1.               | «Infernus Ad Astra»                                       | 1:24     |  |
| 2.               | «Rise of the Chaos Wizards»                               | 3:57     |  |
| 3.               | «Legend of the Astral Hammer»                             | 5:14     |  |
| 4.               | «Goblin King of the Darkstorm Galaxy»                     | 3:38     |  |
| 5.               | «The Hollywood Hootsman»                                  | 3:54     |  |
| 6.               | «Victorious Eagle Warfare»                                | 4:59     |  |
| 7.               | «Questlords of Inverness, Ride to the Galactic Fortress!» | 5:22     |  |
| 8.               | «Universe on Fire»                                        | 4:06     |  |
| 9.               | «Heroes (of Dundee)»                                      | 5:49     |  |
| 10.              | «Apocalypse 1992»                                         | 9:39     |  |

## Formación
Miembros de la banda
- Thomas Winkler – Voces
- Christopher Bowes – Teclados
- Paul Templing – Guitarra
- James Carretero – Bajos
- Ben Turk – Bateria

Producción
- Lasse Lammert - productor, ingeniero, mezclando, mastering
- Dan Goldsworthy - obra de arte y diseño